# Liste des maires de Cachan
Cet article dresse une liste par ordre de mandat des maires de Cachan.

## Liste des maires

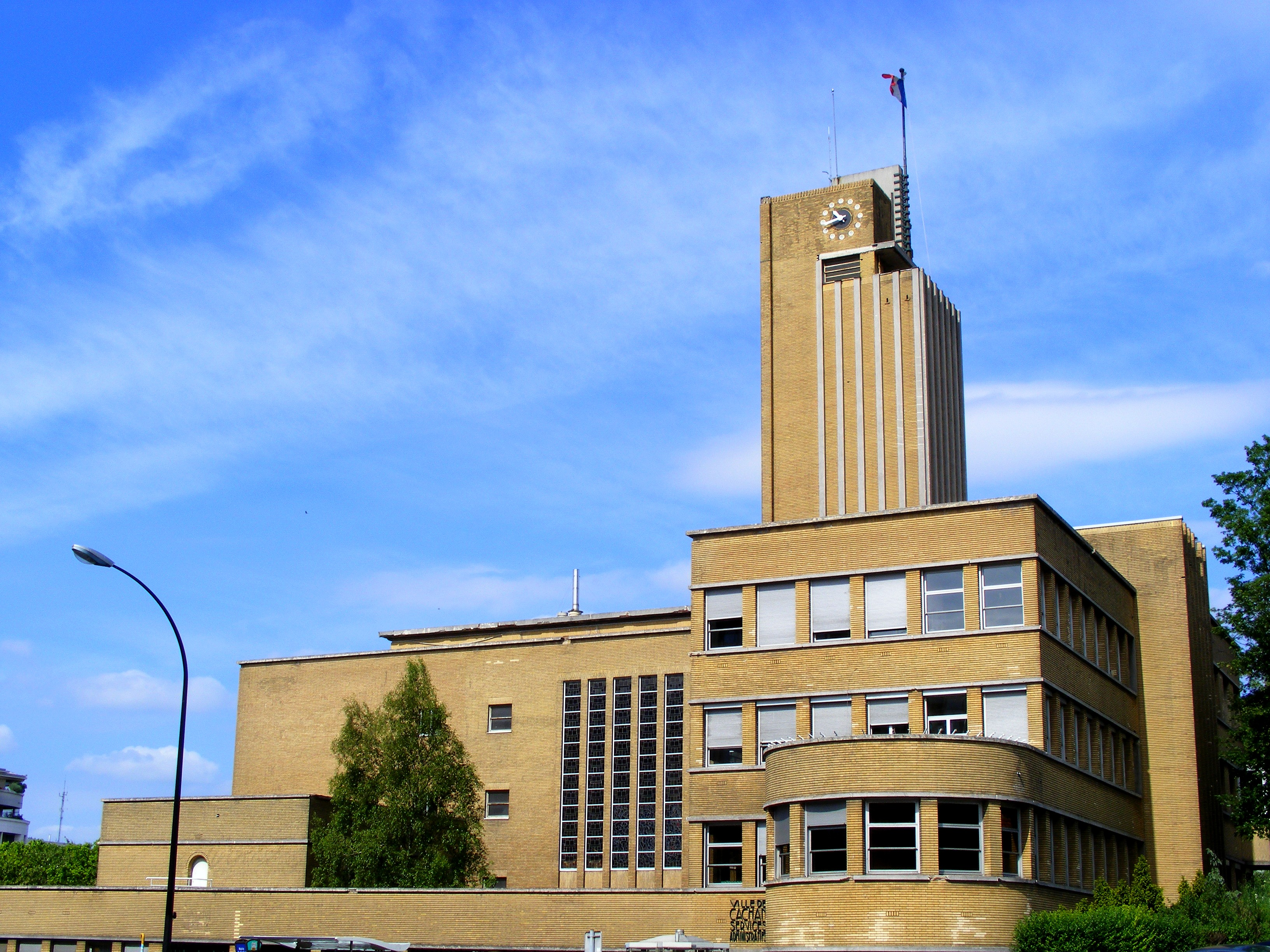
L'hôtel de ville de Cachan.

| Période           | Période           | Identité                    | Étiquette    | Qualité |
| ----------------- | ----------------- | --------------------------- | ------------ | --- |
| 8 janvier 1923    | 24 février 1923   | François Delage             |              | (Pouilly-en-Auxois, 1852 - Paris, 1928). Conseiller municipal d'Arcueil-Cachan, désigné comme président de la délégation spéciale à la création de la commune le 1er janvier 1923                                                                           |
| 24 février 1923   | 30 septembre 1928 | Amédée Élie Picard          |              | (Lyon, 1861 - Cachan, 1928), professeur |
| 30 septembre 1928 | mai 1929          | Félix Choplin               |              | (Bagneux (Hauts-de-Seine), 1861 - Cachan, 1934), comptable, Conseiller municipal d'Arcueil-Cachan (1906-1923), puis membre de la délégation spéciale et maire-adjoint de Cachan (1923-1928), il redevient adjoint après son mandat de maire jusqu'à sa mort |
| mai 1929          | 21 août 1944      | Léon Eyrolles               |              | (Tulle, 1861 - Cachan ?, 1945), entrepreneur et fondateur de l'ESTP |
| 21 août 1944      | août 1944         | Gaston Audat                |              | (? - 1944), commissionnaire provisoire. À la Libération, il est tué le jour même de sa nomination de commissionnaire provisoire alors qu'il rentre chez lui                                                                                                 |
| 26 août 1944      | 18 mai 1945       | Alphonse Verdier            |              | (Arcueil-Cachan, 1898 - ?, ap.1988), entrepreneur d'électricité, président de la délégation spéciale |
| 18 mai 1945       | 26 octobre 1947   | Léon Alexandre Juzaine      |              | (Crépy-en-Valois, 1896 - Montlivaut, 1971) |
| 26 octobre 1947   | 30 juin 1949      | Alphonse Melun              |              | (Sépaux, 1892 - Saint-Romain-le-Preux, 1949), artisan. Maire-adjoint avant la guerre, il aurait démissionné en 1942. Il meurt dans l'exercice de ses fonctions                                                                                              |
| 30 juin 1949      | 6 mai 1953        | François Marie Jean Guillas |              | (Plumeret, 1893 - Paris, 1966), fonctionnaire au ministère de l'Air |
| 6 mai 1953        | 26 septembre 1998 | Jacques Carat               | SFIO puis PS | Journaliste Sénateur |
| 26 septembre 1998 | 8 avril 2018      | Jean-Yves Le Bouillonnec    | PS           | Avocat Député |
| 8 avril 2018      | en cours          | Hélène de Comarmond         | PS           | Haute fonctionnaire, membre du Conseil Général de l’Alimentation, de l’Agriculture et des Espaces Ruraux Conseillère régionale d'Ile-de-France |

## Pour approfondir